# زینت امان
زینت امان (به انگلیسی: Zeenat Aman) (زاده ۱۹ نوامبر ۱۹۵۱ در شهر مومبای هندوستان) از مدل‌های معروف و همچنین هنرپیشه مشهور دهه‌های ۷۰ و ۸۰ میلادی است.
او در فیلم بوم بازی کرده است و عنوان دختر شایسته منطقه آسیا-پاسیفیک را در سال ۱۹۷۰ کسب کرد. او همچنین در سال ۱۹۷۳ جایزه فیلم‌فیر در نقش مکمل زن را به دست آورد.

## زندگی خصوصی
زینت امان حاصل ازدواج پدری مسلمان به نام امان‌الله خان و مادری هندو به نام سکیندا است او با مظهر خان، هنرپیشه و کارگردان سینما ازدواج کرده است.

## فیلم‌شناسی
- هری راما هری کریشنا (۱۹۷۱)
- مه (۱۹۷۳)
- غذا، لباس و سرپناه (۱۹۷۴)
- اجنبی (۱۹۷۴)
- ما کمتر از دیگران نیستیم (۱۹۷۷)
- قدرت ایمان (۱۹۷۷)
- من عاشق بهار هستم (۱۹۷۷)
- بابو حیله‌گر (۱۹۷۷)
- عزیزم عزیزم (۱۹۷۷)
- حقیقت، خدا و زیبایی (۱۹۷۸)
- دان (۱۹۷۸)
- شالیمار (۱۹۷۸)
- قمارباز قهار (۱۹۷۹)
- علی‌بابا و چهل دزد (۱۹۷۹)
- ترازو عدالت (۱۹۸۰)
- دوستانه (۱۹۸۰)
- رام و بارلام (۱۹۸۰)
- بمبئی ۴۰۵ مایل (۱۹۸۰)
- عبدالله (۱۹۸۰)
- خشم (۱۹۸۱)
- یتیم یا حرامزاده (۱۹۸۱)
- چشم سوم (۱۹۸۲)
- سامرات (۱۹۸۲)
- آشانتی (۱۹۸۲)
- ثروت (۱۹۸۲)
- گوپیچاند جاسوس (۱۹۸۲)
- وکیل بابو (۱۹۸۲)
- پاسخ (۱۹۸۳)
- بزرگ (۱۹۸۳)
- نخ‌های باریک (۱۹۸۳)
- جاگیر (۱۹۸۴)
- افسانه عشق (۱۹۸۴)
- مرد پولدار مرد فقیر (۱۹۸۵)
- بگذار یک موضوع باشد (۱۹۸۶)
- خطوط کف دست (۱۹۸۶)
- بوم (۲۰۰۲)
- نمی‌دانم چرا (۲۰۱۰)